# Municipio de Lunenburg
El municipio de Lunenburg (en inglés: Lunenburg Township) es un municipio ubicado en el condado de Izard en el estado estadounidense de Arkansas. En el año 2010 tenía una población de 156 habitantes y una densidad poblacional de 2,25 personas por km².

## Geografía
El municipio de Lunenburg se encuentra ubicado en las coordenadas 36°0′10″N 91°56′30″O / 36.00278, -91.94167. Según la Oficina del Censo de los Estados Unidos, el municipio tiene una superficie total de 69.45 km², de la cual 69,45 km² corresponden a tierra firme y (0 %) 0 km² es agua.

## Demografía
Según el censo de 2010, había 156 personas residiendo en el municipio de Lunenburg. La densidad de población era de 2,25 hab./km². De los 156 habitantes, el municipio de Lunenburg estaba compuesto por el 96,15 % blancos, el 3,21 % eran afroamericanos y el 0,64 % eran de una mezcla de razas. Del total de la población el 3,21 % eran hispanos o latinos de cualquier raza.